# Hyperial
Hyperial – polska grupa powstała w 2006 r. w Dobrym Mieście. Muzykę zespołu można określić mianem eklektycznego metalu, a to za sprawą łączenia różnych stylów muzycznych oraz futurystycznych partii klawiszowych.

## Historia
Hyperial powstał w 2006 r. w Dobrym Mieście z inicjatywy Kamila Grochowskiego i Anety Pawtel byłych muzyków zespołu Sword, do których dołączyli Konrad Kulesza oraz Artur Miarka. W tym składzie odbyły się pierwsze próby; wkrótce potem dołączył Artur Kański. Zespół już w pełnym składzie zaczął pracować nad pierwszym materiałem. 
W 2007 r. zespół nagrał w warunkach domowych demo zatytułowane „The Eternal Paradise Of The Illusion”, na którym to znalazły się dwa utwory.
Pierwsze koncerty zespołu odbyły się w 2008 roku, w tym okresie Hyperial miał zaszczyt dzielić scenę u boku m.in. Christ Agony czy Blindead. Na przełomie 2008 i 2009 roku zespół wszedł do studia by nagrać swój pierwszy pełnometrażowy materiał. W kwietniu 2009 r. Hyperial wystąpił na trasie Killing Assault Tour 2009, u boku legendy polskiego death metalu Traumy, natomiast podczas odbywającego się w sierpniu 2009r. w Nowym Stawie festiwalu Metal Time, gdzie zespół dzielił scenę z grupą Kat & Roman Kostrzewski. 
W listopadzie 2009 roku zespół podpisał kontrakt z wytwórnią Psycho Records, którego owocem było wydanie w styczniu 2010 debiutanckiego albumu „Sceptical Vision”. Również na początku  2010 roku doszło w zespole do zmian personalnych, nowym perkusistą został Robert „Kozioł” Kozłowski, lecz po ponad rocznej współpracy postanowił opuścić Hyperial.
W czerwcu 2011 posadę perkusisty objął Przemysław „Bocian” Bednarczyk. Natomiast w sierpniu 2011 zespół już w nowym składzie zakończył prace nad kolejnym materiałem studyjnym.
W 2012 zespół wydał minialbum zatytułowany ”Industry” z gościnnym udziałem Jarosława Misterkiewicza, lidera zespołu Trauma jak również zrealizował teledysk do utworu ”Industry”.
10 lipca 2014 roku przy współpracy z Black Team Media Records zespół wydał drugi pełny album zatytułowany „Blood and Dust”, na którym znalazło się 9 nowych kompozycji oraz cover utworu „Luciferion” zespołu Tower
14 sierpnia 2016 roku zespół ogłosił zakończenie działalności.

## Muzycy
Ostatni skład zespołu
- Kamil „Grochu” Grochowski – gitara, śpiew (2006 - 2016)
- Konrad „Kula” Kulesza - gitara (2006 - 2016)
- Artur Miarka – gitara basowa (2006 - 2016)
- Aneta „Darklady” Pawtel - instrumenty klawiszowe (2006 - 2016)
- Przemysław „Bocian” Bednarczyk – perkusja (2011 - 2016)

Byli członkowie zespołu
- Robert „Kozioł” Kozłowski – perkusja (2010 - 2011)
- Artur „Shpagat” Kański – perkusja (2006 - 2009)

## Dyskografia
Albumy studyjne
- Blood And Dust (2014, Black Team Media Records)[11]
- Industry (2012, wydanie własne)[12]
- Sceptical Vision (2010, Psycho Records)

Kompilacje
- Elemental Nightmares - (2014, ściśle limitowana kompilacja na vinylu, utwór „Dead Faces”)
- Polish Independent Music Compilation Vol.I - (2013, A&K Production House)[13]
- Tribal Convictions'zine Assault vol. III (2013, Wydawnictwo Muzyczne Psycho)[14]
- Muzyczna Warmia I Mazury (2010, „E.M. Consulting”- Edward Mołodziejko)[15]
- The Dark Side Of Blues - A Tribute To Danzig (2010, Black Fox Records)[16]
- Black Pagan Death Salute Vol.1 (2008, Salute Records)

Dema
- The Eternal Paradise Of The Illusion (2007, wydanie własne)[17]

## Teledyski
- Civilization Dies (2014, playthrough video, produkcja własna)[18]
- By The Alley Of Silence (2014, lyric video, produkcja: Artur „Hary” Jasiorski)[19]
- Industry (2012, reżyseria: Studio B)[20]